# Różowa dama
Różowa dama (hiszp. La dama de rosa) – wenezuelska telenowela wyemitowana w latach 1986-1987 przez RCTV.
Jeannette Rodríguez i Carlos Mata zagrali główne role. Scenariusz napisał José Ignacio Cabrujas, a reżyserami byli Luis Manzo i Tito Rojas.  Telenowela liczy 144 odcinki. Zasponsorowana została przez Coral Pictures (RCTV International).  La dama de rosa doczekała się remake'u  w 1997 roku pt. Cambio de Piel.

## Fabuła
Gabriela Suarez uczy się w szkole teatralnej i jest także cheerleaderką w drużynie koszykarskiej. Jej ojciec umiera, z powodu tego, że jest najstarszą z rodzeństwa musi ją utrzymać i podejmuje się pracy w myjni samochodowej. Właścicielem myjni jest znany biznesmen Tito Clemente, który po spotkaniu dziewczyny przeżywa z nią epizodyczny ale namiętny romans. Gabriela zostaje jednak fałszywie oskarżona o handel narkotykami i jest skazana na 15 lat więzienia. Tito zostawia ją z tego powodu, nie zważając, że jest z nim w ciąży. Gabriela ucieka z więzienia i jedynym jej celem jest zemścić się na Tito. Gabriela zmienia nazwisko, wygląd zewnętrzny i na nowo pojawia się w życiu Tito, ponownie rozkochując go w sobie.

## Obsada
- Jeannette Rodríguez - Gabriela Suárez/Emperatriz Ferrer
- Carlos Mata - Tito Clemente
- Miguel Alcantara - David Rangel
- Jaime Araque - Nelson Suárez
- Guy Ecker - Simon Suárez
- Gisvel Ascanio - Elsa
- Haydee Balza - Carmen
- Xavier Bracho - José Antonio Clemente (dziecko)
- Gladys Caceres - Mercedes Olvido Rangel
- Fernando Carrillo - Jose Luis
- Dalila Colombo - Leyla Kebil
- Helianta Cruz - Margot
- Guillermo Ferran - Martin Clemente
- Juan Frankis - Eloy González
- Humberto Garcia - Asdrúbal
- Zulay Lopez - Grecia
- Felix Loreto - Aníbal Ortega
- Alberto Marin - Comisario
- Jonathan Montenegro - Diego Suárez
- Amalia Perez Diaz - Lucia Suárez
- Victoria Roberts - Julia Suárez
- Irina Rodríguez - María Fernanda
- Francis Romero - Sonia
- Marcelo Romo - Joaquín Mendoza
- Eniz Santos - Nelly
- Carlota Sosa - Amparo
- Carlos Villamizar - Benavides
- Gigi Zancheta - Eleonora